# Pečice (powiat Przybram)
Pečice – miejscowość i gmina (obec) w Czechach, w kraju środkowoczeskim, w powiecie Przybram. W 2022 roku liczyła 379 mieszkańców.